# John Haines
John Haines (1924 - 2 de março de 2011) foi um poeta e educador norte-americano que foi poeta laureado do Alasca.